# Лаурітс Фоллерт
Лаурітс Фоллерт (нім. Laurits Follert, нар. 10 квітня 1996) — німецький веслувальник, срібний призер Олімпійських ігор 2020 року, чемпіон світу та Європи.

## Виступи на Олімпіадах
| Олімпіада  | Дисципліна | Місце |
| ---------- | ---------- | ----- |
| Токіо 2020 | вісімки    | 2     |
| Париж 2024 | вісімки    | 4     |

## Зовнішні посилання
- Лаурітс Фоллерт на сайті FISA.